# 1. Division 1939-1940 (Lussemburgo)
La 1. Division 1939-1940 è stata la 30ª edizione della seconda serie del campionato lussemburghese di calcio. La stagione è iniziata il 3 settembre 1939 ed è terminata il 20 maggio 1940. Le squadre Petange e Fola Esch hanno raggiunto la promozione in Division d'Honneur 1945-1946.

## Stagione

### Novità
Dalla Division d'Honneur sono state retrocesse il Fola Esch e l'Avenir Beggen. Sono state promosse in Division d'Honneur il Red Boys Differdange e l' AS Differdange. Sono state retrocesse in Promotion l'Alliance Dudelange, l'Aris Bonnevoie e il Blue Boys Muhlenbach.

### Formula
2 punti alla vittoria, un punto al pareggio, nessun punto alla sconfitta.
Le 10 squadre partecipanti si affrontano in un Girone all'italiana, per un totale di 18 giornate.

Le prime due classificate sono promosse direttamente in Division d'Honneur. Le ultime tre classificate sono retrocesse direttamente in Promotion.

## Squadre partecipanti
| Club                  | Stagione | Città              | Stadio | Stagione 1938-1939                           |
| --------------------- | -------- | ------------------ | ------ | -------------------------------------------- |
| Avenir Beggen         | dettagli | Beggen             | ...    | 10º posto in Division d'Honneur (Retrocesso) |
| Fola Esch             | dettagli | Esch-sur-Alzette   | ...    | 9º posto in Division d'Honneur (Retrocesso)  |
| Jeunesse Wasserbillig | dettagli | Wasserbillig       | ...    | 1º posto in Promotion (Neopromosso)          |
| Pétange               | dettagli | Pétange            | ...    | 3º posto in 1. Division                      |
| Racing Rodange        | dettagli | Rodange            | ...    | 2º posto in Promotion (Neopromosso)          |
| Rapid Neudorf         | dettagli | Neudorf-Weimershof | ...    | 4º posto in 1. Division                      |
| Red Black Pfaffenthal | dettagli | Pfaffenthal        | ...    | 6º posto in 1. Division                      |
| Sporting Bettembourg  | dettagli | Differdange        | ...    | 3º posto in Promotion (Neopromosso)          |
| Tetange               | dettagli | Kayl               | ...    | 5º posto in 1. Division                      |
| Young Boys Diekirch   | dettagli | Diekirch           | ...    | 7º posto in 1. Division                      |

## Classifica finale
|  | Pos. | Squadra               | Pt | G  | V  | N | P  | GF | GS | DR   |
|  | ---- | --------------------- | -- | -- | -- | - | -- | -- | -- | ---- |
|  | 1.   | Pétange               | 29 | 18 | 13 | 3 | 2  | 73 | 30 | +43. |
|  | 2.   | Fola Esch             | 28 | 18 | 12 | 4 | 2  | 69 | 38 | +31. |
|  | 3.   | Racing Rodange        | 26 | 18 | 12 | 2 | 4  | 70 | 28 | +42. |
|  | 4.   | Avenir Beggen         | 20 | 18 | 8  | 4 | 6  | 38 | 34 | +4.  |
|  | 5.   | Red Black Pfaffenthal | 16 | 18 | 7  | 2 | 9  | 37 | 48 | -11. |
|  | 6.   | Jeunesse Wasserbillig | 15 | 18 | 6  | 3 | 9  | 39 | 53 | -14. |
|  | 7.   | Rapid Neudorf         | 14 | 18 | 6  | 2 | 10 | 45 | 70 | -25. |
|  | 8.   | Young Boys Diekirch   | 14 | 18 | 6  | 2 | 10 | 35 | 50 | -15. |
|  | 9.   | Tetange               | 11 | 18 | 5  | 1 | 12 | 38 | 66 | -28. |
|  | 10.  | Sporting Bettembourg  | 7  | 18 | 3  | 1 | 14 | 20 | 47 | -27. |

Legenda:

      Promosse in Ehrendivision 1945-1946

      Retrocesse in Promotion 1945-1946